# Махмуд Тараби
Махму́д Тараби́ (перс. محمود تارابی‎‎; Тараб — 1238 год, Кермине) — руководитель народного восстания в Бухаре против садров в 1238 году («движения Махмуда Тараби»).
Происходил из селения Тараб в 30 километрах от Бухары. По роду занятий являлся ремесленником-решетником.

## Мотивы восстания
На момент восстания в Чагатайском улусе фактически сложился союз монгольских завоевателей с местной аристократией. Как писал армянский историк Киракос Гандзакеци: 

«…Князья, владетели областей, содействовали им [монголам] при мучениях и вымогательствах, причём, и сами наживались».
 Недовольство низших слоёв населения возрастало и, к тому же, подпитывалось религиозными мотивами: на территории с подавляющим преобладанием ислама правили немусульмане.

## Восстание
Призывая к изгнанию «неверных», Махмуд Тараби в 1238 году поднял восстание ремесленников и крестьян. Садры Бухары были свергнуты, и Махмуда Тараби провозгласили новым халифом. Развернулось массовое преследование знатных и зажиточных людей, уже независимо от их вероисповедания. Историк Джувейни сообщает: 

«Большую часть вельмож и людей именитых подверг он оскорблению, обесчестил, некоторых убил, другая же часть бежала. Простому народу и бродягам он, наоборот, высказал расположение»
Свергнутая аристократия призвала на помощь монголов, которые прислали карательный отряд. В произошедшей битве под Кермине Махмуд Тараби и его ближайший сподвижник Шамсиддин Махбуби погибли, однако восставшие одержали победу. Крестьяне соседних деревень присоединились к ним для преследования разбитого противника. Вооружённые граблями и топорами, бунтовщики убивали всех попадавшихся им на пути. Новыми вождями были провозглашены братья Махмуда — Мухаммед и Али.
Лишь в следующем, 1239 году, монголы сумели нанести поражение повстанцам.

## В искусстве
Во время Великой Отечественной войны, в 1944 году, композитор О. С. Чишко на либретто Айбека написал патриотическую оперу «Махмуд Тароби».

## Память

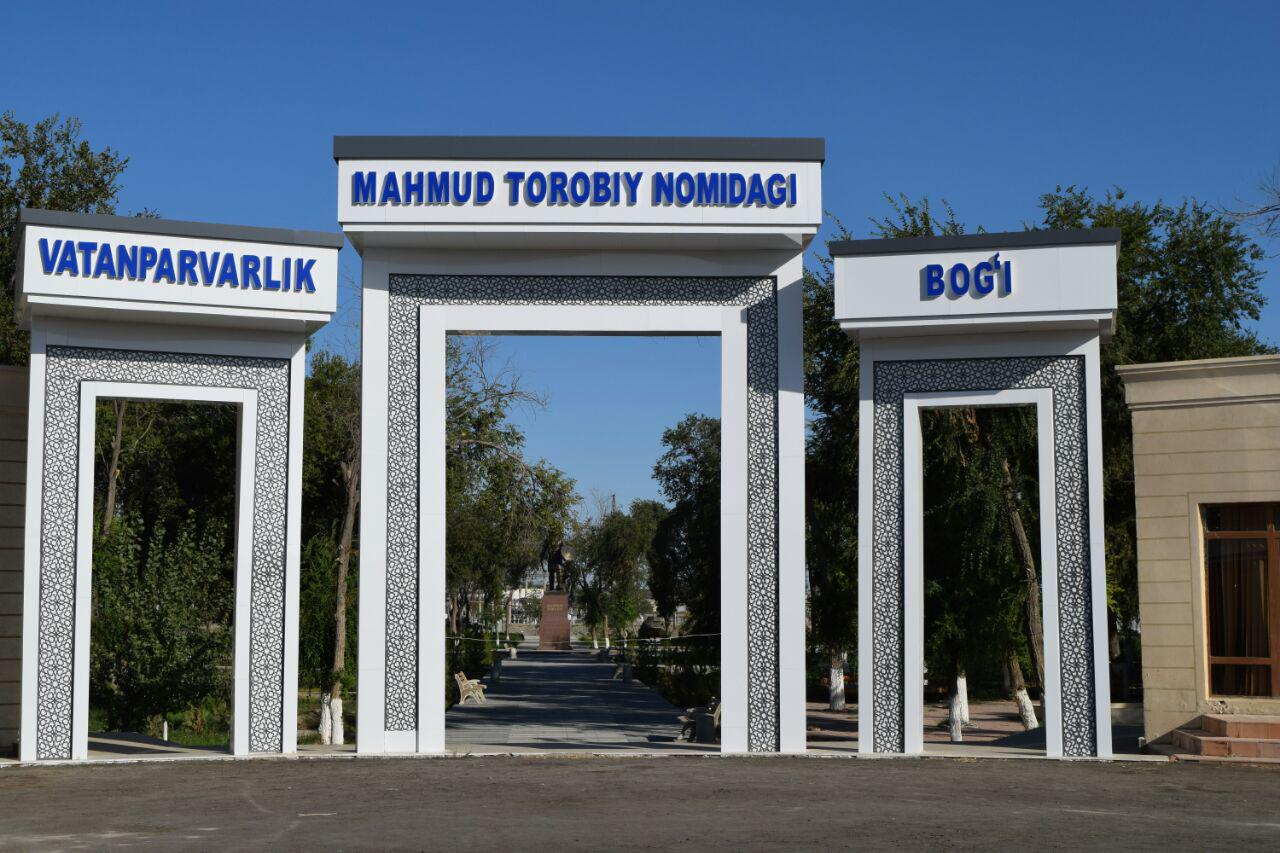

- В честь национального героя Махмуда Тароби в Бухарской области Узбекистана создан патриотический парк.
- Имя Махмуда Тараби носит одна из улиц Яккасарайского района города Ташкента[6].
- При въезде в город Жондор Бухарской области установлен памятник Махмуду Тараби.
- В его честь установлен памятник напротив Национального Музея Таджикистана в городе Душанбе